# Real Steel
Real Steel is een Amerikaanse sciencefiction-dramafilm uit 2011. De film werd geregisseerd door Shawn Levy met Hugh Jackman, Evangeline Lilly en Dakota Goyo in de hoofdrollen en geproduceerd door DreamWorks. Het verhaal is gebaseerd op het kortverhaal Steel van Richard Matheson dat in mei 1956 werd gepubliceerd in The Magazine of Fantasy & Science Fiction.
Real Steel ging op 6 september 2011 in première in Parijs en op 7 oktober 2011 in Noord-Amerika. De film, die zo'n 80 miljoen euro had gekost, bracht vervolgens ruim 200 miljoen euro op in de bioscopen. De meningen waren matig positief. Bij Rotten Tomatoes scoort hij 60%, bij Metacritic 56% en bij IMDB 71%.
Real Steel was in 2012 genomineerd voor een oscar voor beste visuele effecten. Dakota Goyo won een Young Artist Award voor zijn prestatie.

## Verhaal
In de nabije toekomst — 2020 — wordt de bokssport gedomineerd door grote op afstand bediende robots die elkaar kapotslaan. Charles' robot Ambush wordt in een grote arena vernield in een gevecht met een stier, waardoor zijn schulden bij promotor Ricky verder oplopen.
Als zijn ex-vriendin overlijdt verkoopt hij het voogdijschap over zijn elfjarige zoon Max aan diens tante, met ingang na haar terugkeer uit Italië. Charles moet dus drie maanden lang voor hem zorgen en rekent daarbij op zijn huisgenote Bailey. Met het geld koopt hij de vergane glorie Noisy Boy, maar Charles schat de robot te hoog in en hij wordt vernield.
Als ze stoppen bij een schroothandel om wisselstukken te stelen vindt Max een oude trainingsrobot. Bailey krijgt de robot, Atom genaamd, terug aan de praat en hij overtuigt Charles om hem een gevecht te gunnen in het illegale bokscircuit. De robot blijkt een groot incasseringsvermogen te bezitten en wint tegen alle verwachtingen in het gevecht.
Dat is het begin van een reeks overwinningen in het semi-professionele circuit en de kleine Max en zijn Atom groeien uit tot publiekslievelingen. Ze worden uitgenodigd voor een gevecht tegen Twin Cities in het voorprogramma van een belangrijk toernooi. Daar krijgen ze een riant aanbod van de eigenaars van regerend wereldkampioen Zeus, die Atom willen overkopen als trainingsrobot. Max weigert echter pertinent Atom van de hand te doen. Het lijkt een makkelijke overwinning te worden voor Twin Cities, maar Charles vindt een zwakke plek en Atom herleidt de tegenstander tot schroot. Vervolgens daagt Max Zeus uit voor een gevecht.
Intussen zijn drie maanden voorbij gegaan en Charles zet de teleurgestelde Max af bij zijn tante. Nauwelijks terug thuis krijgt hij al wroeging en hij haalt de jongen weer op met het nieuws dat Zeus de uitdaging heeft aangenomen. Die slaat Atom met één slag tegen de vloer, maar Max' robot blijft keer op keer opstaan. Uiteindelijk raakt Atoms' besturing beschadigd en Max haalt Charles over om Atom in schaduwmodus, waarbij de robot Charles' bewegingen nadoet, te besturen. Als Zeus' batterijen na het lange gevecht leeg beginnen te raken begint Charles terug te slaan, waarbij de tegenstander zelfs tegen de vlakte gaat.
Uiteindelijk zijn vijf rondes voorbij zonder dat een robot is uitgeschakeld en dus wordt de kamp beslist door de jury, en die beslist met een minieme marge in Zeus' voordeel. Het publiek ziet Atom echter als overwinnaar terwijl Zeus slechts won op punten, en Atom wordt de kampioen van het volk genoemd.

## Rolverdeling
- Hugh Jackman als Charles Kenton, protagonist; voormalig bokser.
- Dakota Goyo als Max Kenton, Charles' elfjarige zoontje.
- Evangeline Lilly als Bailey Tallet, Charles' huisgenote en dochter van zijn overleden coach.
- Olgo Fonda als Farra Lemkova, de eigenares van de robot Zeus.
- Karl Yune als Tak Mashido, de ontwikkelaar van de robot Zeus.
- Kevin Durand als Ricky, de boxpromotor.
- Anthony Mackie als Finn, de bookmaker.
- Hope Davis als tante Debra, Max' tante die het voogdijschap opeist.
- James Rebhorn als Marvin, Debra's steenrijke echtgenoot.